# Enicospilus bruneiensis
Enicospilus bruneiensis là một loài tò vò trong họ Ichneumonidae.